# Aiteta brooksi
Aiteta brooksi är en fjärilsart som beskrevs av Holloway 1976. Aiteta brooksi ingår i släktet Aiteta och familjen trågspinnare. Inga underarter finns listade i Catalogue of Life.